# Lifan 620
```

```

La Lifan 620 est une berline lancée en septembre 2008 en Chine

## Autres appellations
Lifan Solano en Russie où elle est assemblée.